# The Witcher (série de televisão)
The Witcher (em polonês, Wiedźmin) é uma série de televisão via streaming estadunidense-polonesa de drama e fantasia, criada por Lauren Schmidt Hissrich, baseada na série de livros do escritor polonês Andrzej Sapkowski. Situado em uma terra fictícia de inspiração medieval conhecida como "o continente", The Witcher explora a lenda de Geralt de Rivia e da Princesa Cirila, que estão ligados um ao outro pelo destino. A série é estrelada por Henry Cavill, Freya Allan e Anya Chalotra.
A primeira temporada consistiu em oito episódios e foi lançada na Netflix em 20 de dezembro de 2019. Foi baseada em The Last Wish e Sword of Destiny, que são coleções de contos que precedem a saga principal de Wiedźmin.  A segunda temporada, composta por oito episódios, foi lançada em 17 de dezembro de 2021. Em setembro de 2021, a Netflix renovou a série para uma terceira temporada. Um filme de animação, The Witcher: Nightmare of the Wolf, foi lançado em 23 de agosto de 2021, enquanto uma minissérie prequela, The Witcher: Blood Origin, foi lançada em 2022.
Em 18 de abril de 2024, a Netflix anunciou que renovou a série para a quinta e última temporada.

## Premissa
Geralt de Rivia (Cavill) é um bruxo, um mutante com poderes especiais que mata monstros por dinheiro. A Terra está num estado de caos enquanto o império de Nilfgaard procura expandir o seu território. Entre os refugiados desta luta está Cirilla (Freya Allan), também chamada Ciri, a Princesa de Cintra, que está sendo perseguida por Nilfgaard. Ela e o Geralt estão destinados um ao outro. Em suas aventuras Geralt também conhece Yennefer de Vengerberg (Anya Chalotra), uma feiticiera.

## Elenco e personagens

### Principal
- Henry Cavill como Geralt de Rivia, um caçador de monstros magicamente melhorado conhecido como um "bruxo". A princesa Ciri de Cintra é seu "destino".
- Freya Allan como Ciri, a princesa de Cintra, neta da rainha Calanthe e filha de Pavetta, da qual herdou o Sangue de Ancião. Ela está ligada ao Geralt pelo destino.
- Eamon Farren como Cahir Mawr Dyffryn aep Ceallach, apelidado de "Cavaleiro Negro", um comandante do exército Nilfgaardiano que lidera a invasão de Cintra e a caça a Cirilla.
- Anya Chalotra como Yennefer de Vengerberg, uma feiticeira metade elfa que tem um quarto da idade que aparenta ter.
- Joey Batey como Jaskier, uma viajante que faz amizade com Geralt e o acompanha em seu caminho.
- MyAnna Buring como Tissaia de Vries, mentora para Yennefer e a reitora de Aretuza, uma academia de treinamento para mulheres magas.
- Mimî M. Khayisa como Fringilla Vigo, uma feiticeira que treinou ao lado de Yennefer. Ela eventualmente lidera a invasão nilfgaardiana ao lado de Cahir.
- Anna Shaffer como Triss Merigold, uma feiticeira, a maga da corte de Temeria e conselheira do Rei Foltest.
- Royce Pierreson como Istredd, um feiticeiro e historiador adepto que é amigo de Yennefer em Aretuza.
- Wilson Mbomio como Dara, um menino duende refugiado que Cirilla é amigo de Cirilla após o massacre de Cintra.
- Mahesh Jadu como Vilgefortz de Roggeveen, um feiticeiro carismático que reúne os magos do norte para deter o exército invasor Nilfgaardiano em Sodden.
- Tom Canton como Filavandrel, o último rei dos Elfos. (temporada 2; convidado na temporada 1)
- Mecia Simson como Francesca Findabair, uma feiticeira elfa. (temporada 2)
- Kim Bodnia como Vesemir, o bruxo vivo mais antigo e o mentor e figura paterna de Geralt. (temporada 2)
  - Theo James tem uma participação especial vocal na 1ª temporada como o jovem Vesemir. Ele repete seu papel no filme de animação The Witcher: Nightmare of the Wolf.
- Graham McTavish como Sigismund Dijkstra, chefe da Inteligência Redaniana e aliado de Philippa Eilhart. McTavish também dublou Deglan na prequela animada Nightmare of the Wolf.  (temporada 3; temporada recorrente 2)
- Cassie Clare como Philippa Eilhart, a feiticeira da corte metamorfa do rei Vizimir da Redânia, bem como parceira de crime de Dijkstra. Ela tem laços estreitos com a Irmandade. (temporada 3; temporada convidada 2)
- Hugh Skinner como Príncipe Radovid, o príncipe da Redânia e aliado de Philippa Eilhart. (temporada 3)
- Bart Edwards como Duny, o "Urcheon de Erlenwald" / Imperador Emhyr var Emreis ("The White Flame") (temporada 3; temporadas convidadas 1–2), amante de Pavetta, uma vez afligido por uma maldição que o transformou em um homem-ouriço até meia-noite.

### Recorrentes
- Jodhi May como Rainha Calanthe, governante do Reino de Cintra e avó da Princesa Cirilla.
- Adam Levy como Mousesack, membro da corte druid de Cintra e conselheiro da rainha Calanthe.
- Björn Hlynur Haraldsson como Rei Eist Tuirseach, marido da Rainha Calanthe e padrasto de Cirilla. (temporada 1)
- Lars Mikkelsen como Stregobor, mago residente na cidade de Blaviken e o Reitor de Ban Ard, a academia de magos masculinos.
- Therica Wilson-Read como Sabrina Glevissig, uma feiticeira que treinou ao lado de Yennefer.
- Terence Maynard como Artorius Vigo, mago da corte de Toussaint e tio de Fringilla.
- Judit Fekete como Vanielle de Brugge, uma feiticeira e uma das magas que lutaram durante a Batalha de Sodden Hill. (temporada 1)
- Paul Bullion como Lambert, um bruxo da Kaer Morhen e amigo de Geralt. (temporada 2)
- Yasen Atour como Coën, bruxa de Kaer Morhen e amigo de Geralt. (temporada 2)
- Ania Marson como Voleth Meir, um demônio que veio para o continente com a Conjunção das Esferas, que se alimenta de dor e medo. (temporada 2)
- Graham McTavish como Sigismund Dijkstra, chefe da Inteligência Redaniana e aliado de Philippa Eilhart. (temporada 2)
- Ed Birch como Vizimir, o rei da Redania. (temporada 2)
- Chris Fulton como Rience, um mago renegado que se dedica a uma caçada a Ciri. (temporada 2)
- Aisha Fabienne Ross como Lydia van Bredevoort, a ligação de Rience que o tira da prisão sob as ordens de seu mestre. (temporada 2)
- Kaine Zajaz como Gage, irmão de Francesca. (temporada 2)
- Ed Birch como Vizimir, o rei da Redânia (temporadas 2–3)
- Chris Fulton (2ª temporada) e Sam Woolf (3ª temporada) como Rience, um mago renegado em busca de Ciri.
- Aisha Fabienne Ross como Lydia van Bredevoort, a ligação desfigurada de Rience que o tira da prisão por ordem de seu mestre. (temporadas 2–3)
- Kaine Zajaz como Gage, irmão de Francesca (temporadas 2–3)

### Participações

#### Introduzidos na temporada 1
- Emma Appleton como Renfri de Creyden, uma princesa-bandida que lidera uma gangue de bandidos e tem um rancor sangrento contra Stregobor.
- Mia McKenna-Bruce como Marilka, filha do vereador de Blaviken.
- Tobi Bamtefa como Sir Danek, um comandante da guarda real de Calanthe.
- Maciej Musiał como Sir Lazlo, um cavaleiro da Cintra encarregado de proteger Cirilla.
- Natasha Culzac como Toruviel, uma guerreira élfica servindo Filavandrel.
- Amit Shah como Torque, um sylvan ("diabo chifrado") que trabalha para Filavandrel.
- Shaun Dooley como Rei Foltest, o rei de Temeria, cujo relacionamento incesto com sua irmã criou uma filha.
- Julian Rhind-Tutt como Giltine, o feiticeiro de Aretuza que traz os adeptos para suas formas físicas perfeitas após a graduação.
- Gaia Mondadori como Princesa Pavetta, filha da Rainha Calanthe e mãe de Ciri.
- Bart Edwards como Duny, o "Ouriço de Erlenwald" / Imperador Emhyr var Emreis, amante de Pavetta, aflito por uma maldição que o transforma em um ouriço homem até a meia-noite. Mais tarde ele é revelado como a Chama Branca, o atual imperador de Nilfgaard.
- Josette Simon como Eithne, a rainha dos Dryads de Brokilon Forest.
- Nóra Trokán como o General Dryad.
- Marcin Czarnik como Ronin Mage, um assassino enviado para assassinar a Rainha Kalis e sua filha bebê.
- Blair Kincaid como Crach an Craite, membro de um clã real das Ilhas Skellige, que foi convidado para o casamento de Pavetta.
- Lucas Englander como Chireadan, um elfo curandeiro da cidade de Rinde, em Redanian.
- Jordan Renzo como Eyck of Denesle, um cavaleiro virtuoso.
- Ron Cook como Borch Three Jackdaws, um homem que na verdade é o dragão dourado. Villentretenmerth.
- Jeremy Crawford como Yarpen Zigrin, líder de um bando de mercenários anões e amigo de Geralt.
- Ella-Rae Smith como Fola, uma jovem feiticeira em Aretuza.
- Francis Magee como Yurga, um comerciante ambulante em Sodden, resgatado de monstros por Geralt.
- Anna-Louise Plowman como Zola, a esposa de Yurga que oferece santuário a Cirilla em sua casa rural em Sodden.
- Frida Gustavsson como Ma/Visenna, mãe de Geralt de Rivia.

#### Introduzido na temporada 2
- Kristofer Hivju como Nivellen, um aristocrata que foi transformado em uma besta através de uma maldição.
- Agnes Nasceu como Vereena, uma bruxa e interesse amoroso de Nivellen.
- Basil Eidenbenz como Eskel, um bruxo de Kaer Morhen e amigo íntimo de Geralt.
- Jota Castellano como Gwain, um bruxo em Kaer Morhen.
- Nathanial Jacobs como Everard, um bruxo em Kaer Morhen.
- Chuey Okoye como Merek, um bruxo na Kaer Morhen.
- Kevin Doyle como Ba'lian, um elfo em busca de refúgio nos lugares mais inesperados do continente.
- Niamh McCormack como Lara Dorren, uma feiticeira Elven extremamente poderosa e antiga que se apaixonou por um mago humano, ancestral de Ciri.
- Adjoa Andoh como Madre Nenneke, a sábia Sumo Sacerdotisa do Templo de Melitele em Ellander e uma velha amiga de Geralt.
- Simon Callow como Codringher, um investigador e sócio de Fenn que ajuda a Istredd.
- Liz Carr como Fenn, uma investigadora e sócia da Codringher, que ajuda a Istredd.
- Rebecca Hanssen como Meve, rainha de Lyria.
- Richard Tirado como Demavend, rei de Aedirn.
- Edward Rowe como Henselt, rei de Kaedwen.
- Luke Cy como Ethain, rei de Cidaris.
- Sam Hazeldine como Eredin, rei da lendária Wild Hunt.
- Cassie Clare como Philippa Eilhart, feiticeira e conselheira do rei Vizimir de Redania, assim como a espiã favorita de Dijkstra.

#### Introduzidos na temporada 3
- Beau Holland como Vespula, amante intermitente de Jaskier.
- Robbie Amell como Gallatin, comandante dos elfos Scoia'tael e velho amigo de Cahir que disputa a liderança dos elfos com Francesca.
- Catherine McCormack como Anika, uma curandeira druida e velha amiga da família de Geralt que busca sua ajuda para identificar a origem de um feitiço de manipulação mental.
- Tracy-Ann Oberman como a Rainha Edwiges da Redânia, esposa do Rei Vizimir.
- Cal Watson como Eva, uma criada da corte redaniana e amante de Philippa Eilhart.
- Safiyya Ingar como Keira Metz, uma feiticeira Temeriana que dirige uma empresa especializada em portais mágicos.
- Giuseppe Lentini como Molnar Giancardi, um anão e dono do Banco Giancardi em Gors Velen.
- Stuart Thompson como Fabio Sachs, um jovem que trabalha no Banco Giancardi em Gors Velen.
- Rochelle Rose como Margarita Laux-Antille, uma feiticeira e nova diretora de Aretuza.
- Christelle Elwin como Mistle, membro de um grupo de jovens criminosos conhecido como Ratos.
- Michalina Olszańska como Marti Södergren, uma feiticeira da Irmandade.
- Ryan Hayes como Artaud Terranova, um feiticeiro da Irmandade.
- Philip Philmar como Gerhart de Aelle, o feiticeiro vivo mais velho e membro do Capítulo.
- Poppy Almond como Bianca d'Este, uma feiticeira da Irmandade.
- Harvey Quinn como Radcliffe de Oxenfurt, um feiticeiro da Irmandade.
- Nathan Laryea como Valdo Marx, um bardo e rival de Jaskier.
- Frances Pooley como Teryn, uma garota meio elfa com uma forte semelhança com Ciri que sofreu uma lavagem cerebral mágica para acreditar que ela era outra pessoa.
- Dempsey Bovell como Otto Dusan, um lobisomem e aliado de Anika que Geralt ajudou antes.
- Jim Sturgeon como Aplegatt, um mensageiro real.
- Meng'er Zhang como Milva, uma arqueira altamente qualificada e uma das únicas habitantes não-dríades da Floresta Brokilon.
- Ben Radcliffe como Giselher, o líder da gangue criminosa The Rats.
- Fabian McCallum como Kayleigh, membro da gangue criminosa The Rats.
- Aggy K. Adams como Iskra, um elfo e membro da gangue criminosa The Rats.
- Connor Crawford como Aske, membro da gangue criminosa The Rats.
- Juliette Alexandra como Reef, membro da gangue criminosa The Rats.

## Episódios
| Temporada | Temporada | Episódios | Episódios           | Originalmente lançado  |
| --------- | --------- | --------- | ------------------- | ---------------------- |
|           | 1         | 8         | 8                   | 20 de dezembro de 2019 |
|           | 2         | 8         | 8                   | 17 de dezembro de 2021 |
|           | 3         | 8         | 5                   | 29 de junho de 2023    |
| 3         | 3         | 8         | 27 de julho de 2023 |                        |

### 1.ª temporada (2019)
A primeira temporada é baseada em The Last Wish e Sword of Destiny.
| N.º na série | N.º na temp. | Título                                                                          | Dirigido por         | Escrito por             | Lançamento             |
| --- | ------------ | ------------------------------------------------------------------------------- | -------------------- | ----------------------- | ---------------------- |
| 1 | 1            | "The End's Beginning" (BR) "O Começo do Fim" (PT)                               | Alik Sakharov        | Lauren Schmidt Hissrich | 20 de dezembro de 2019 |
| Após a batalha de Geralt de Rivia com uma kikimora em 1231, ele entra na cidade de Blaviken e encontra Renfri, uma princesa amaldiçoada caçada pelo feiticeiro Stregobor, que pensa que ela é má para o seu nascimento durante um eclipse. Stregobor atrai Geralt para seu esconderijo, procurando contratá-lo para matar Renfri, mas Geralt se recusa. Renfri mais tarde oferece a Geralt uma contraproposta, mas ele se recusa com um ultimato: sair ou morrer. Ela finge concordar, mas ao acordar na manhã seguinte, Geralt percebe que Renfri não vai parar até que Stregobor esteja morto, e ele se apressa para detê-la. Depois de matar seus homens, ele luta e fere fatalmente Renfri, cujas palavras moribundas lhe falam de uma garota na floresta que é seu destino para sempre. Stregobor chega para levar o corpo de Renfri para a autópsia. Quando Geralt se opõe, os habitantes da cidade o obrigam a partir, incitados por Stregobor. Em 1263, o reino de Cintra é conquistado por seu vizinho do sul, Nilfgaard. A princesa Cirilla, também conhecida como Ciri, é mandada embora por sua avó, a rainha Calanthe, para fugir e encontrar Geralt. Cirilla é capturada pelo oficial Nilfgaardiano Cahir, mas a visão da cidade em chamas e do castelo desencadeia seus poderes, permitindo que ela escape. Episódio baseado no capítulo "The Lesser Evil" de The Last Wish. |              |                                                                                 |                      |                         |                        |
| 2 | 2            | "Four Marks" (BR) "Apenas Quatro" (PT)                                          | Alik Sakharov        | Jenny Klein             | 20 de dezembro de 2019 |
| Em 1206, a corcunda Yennefer de Vengerberg em Aedirn é vendida a Tissaia de Vries por seu pai. Ela é levada a Aretuza para treinamento em magia, mas encontra dificuldades na prática. Ela forma uma amizade com a Istredd, revelando até mesmo sua herança de quase-elfa, a causa de sua deformidade. Sem que nenhum dos dois soubesse, Tissaia e Stregobor estavam usando Yennefer e Istredd respectivamente para espionar um ao outro. Mais tarde, Yennefer testemunha Tissaia transformando três estudantes em enguias para atuar como condutos alimentando Aretuza com magia. Em 1240, Geralt é contratado para investigar roubos de grãos em Posada e é seguido por Jaskier, o bardo. Eles encontram um Sylvan chamado Torque, que os deixa inconscientes e os leva para sua caverna na montanha. Lá, Geralt encontra Filavandrel, o rei élfico, e exorta-o a conduzir seu povo a terras melhores depois de ter sido banido pelos humanos. Em vez de matá-los, Filavandrel liberta Geralt e Jaskier, levando a peito as palavras do feiticeiro. Em 1263, Cirilla encontra Dara, um menino na floresta, que a guia para um campo de refugiados. Dara volta para salvá-la quando o campo é atacado pelas forças de Cahir, e mais tarde ela percebe que Dara é um duende. Episódio baseado no capítulo "The Edge of the World" de The Last Wish. |              |                                                                                 |                      |                         |                        |
| 3 | 3            | "Betrayer Moon" (BR) "Lua da Traição" (PT)                                      | Alex Garcia Lopez    | Beau DeMayo             | 20 de dezembro de 2019 |
| Em 1210, Yennefer e Istredd se tornaram amantes enquanto terminavam seu treinamento. Enquanto Yennefer tem a chance de transformar seu corpo em sua imagem ideal durante a graduação, a Irmandade dos Feiticeiros discute a alocação de seus recém iniciados para seus respectivos reinos. Através do esquema de Stregobor, Yennefer é designada para Nilfgaard em vez de sua preferida Aedirn devido ao seu sangue élfico. Yennefer rompe com raiva sua relação com Istredd, sabendo que só ele poderia ter contado a Stregobor sobre sua herança. Tendo perdido a graduação, Yennefer passa por uma dolorosa transformação para ser bela, à custa de sua fertilidade. Com seu novo corpo, Yennefer encanta o rei Virfuril de Aedirn para levá-la como conselheira, enviando Fringilla para Nilfgaard em seu lugar. Em 1243, Geralt entra no reino de Temeria para investigar um monstro, assistido por Triss Merigold, conselheira feiticeira do rei Foltest. Ele identifica o monstro como um Strzyga, uma criatura nascida de uma maldição que mais tarde descobre que foi colocada no castelo pelo cortesão Ostrit, que soube do caso entre Foltest e sua irmã, a princesa Adda. Usando Ostrit como isca, Geralt luta para conter a Striga até o amanhecer, o que levanta a maldição. Em 1263, Cirilla entra numa floresta densa em transe, como Dara segue para ajudar. Episódio baseado no capítulo "The Witcher" de The Last Wish. |              |                                                                                 |                      |                         |                        |
| 4 | 4            | "Of Banquets, Bastards and Burials" (BR) "Banquetes, Bastardos e Funarais" (PT) | Alex Garcia Lopez    | Declan de Barra         | 20 de dezembro de 2019 |
| Em 1240, tendo servido a Aedirn por trinta anos, Yennefer escolta a rainha Kalis de Líria quando eles são emboscados por um assassino. O assassino os segue através de múltiplos portais, matando Kalis. Embora Yennefer escape com a filha recém-nascida de Kalis, ela descobre que o bebê havia morrido em seus braços. Em 1249, Geralt acompanha Jaskier à festa do noivado da princesa Pavetta, filha da rainha Calanthe. Urcheon de Erlenwald (também chamado Duny) interrompe para exigir a mão de Pavetta através da Lei da Surpresa, tendo salvo a vida de seu pai vários anos antes. Urcheon sofre de uma maldição que o transformou em um homem porco-espinho. Apesar da aceitação de Pavetta, Calanthe se recusa e uma briga se segue. Quando Calanthe tenta matar Urcheon, Pavetta ativa seu poder, desencadeando um turbilhão até que Geralt e Mousesack intervêm. Querendo sua filha feliz, Calanthe casa Duny e Pavetta, o que levanta a maldição de Duny. Duny, agradecido pela ajuda de Geralt, insiste em receber uma recompensa, então Geralt invoca em tom de brincadeira a Lei da Surpresa por algo que Duny tem mas ainda não sabe. A multidão imediatamente fica sabendo que Pavetta está grávida do filho de Duny, Cirilla. Em 1263, as forças de Nilfgaard retomam sua busca por Cirilla com Mousesack como prisioneiro. Enquanto isso, Cirilla e Dara encontram a rainha Dryad Eithne na floresta de Brokilon, enquanto Cahir e Fringilla seguem a localização de Ciri. Episódio baseado no capítulo "A Question of Price" de The Last Wish e "Sword of Destiny" de Sword of Destiny. |              |                                                                                 |                      |                         |                        |
| 5 | 5            | "Bottled Appetites" (BR) "Desejos Reprimidos" (PT)                              | Charlotte Brändström | Sneha Koorse            | 20 de dezembro de 2019 |
| Em 1256, sete anos após o noivado de Pavetta, Geralt e Jaskier descobrem um Djinn e o liberam acidentalmente. Inicialmente, parece que Jaskier é o 'mestre' do Djinn, mas depois ele adoece gravemente. Geralt procura ajuda do curandeiro mais próximo, o elfo Chireadan, mas como eles precisam de um mago para curar Jaskier, Chireadan relutantemente os remete a Yennefer. Embora Yennefer cure Jaskier, seu plano é usá-lo para capturar o Djinn e forçá-lo a conceder-lhe o desejo de recuperar sua fertilidade. Como Jaskier usa seu último desejo, nada acontece e é revelado que foi Geralt, e não Jaskier, quem realmente ganhou os desejos. Geralt percebe que o Djinn vai matar Yennefer, então ele usa seu terceiro e último desejo para salvá-la (mas o desejo em si não é revelado). O Djinn vai embora. Agora livre e segura, Yennefer pergunta qual foi seu terceiro desejo, mas Geralt adormece depois que eles fazem sexo sem responder. Em 1263, Cahir contrata um doppler para assumir a identidade de Mousesack; o doppler copia sua forma física e suas memórias, e depois o mata. Mais tarde, Eithne permite que Ciri fique em Brokilon, mas "Mousesack" chega e solicita que Ciri e Dara saiam com ele. Episódio baseado no capítulo "The Last Wish" de The Last Wish. |              |                                                                                 |                      |                         |                        |
| 6 | 6            | "Rare Species" (BR) "Espécies Raras" (PT)                                       | Charlotte Brändström | Haily Hall              | 20 de dezembro de 2019 |
| Em 1262, Geralt e Jaskier são convidados a juntar-se a uma caça ao dragão pelo aventureiro Borch e seus dois guarda-costas, Téa e Véa. Yennefer também se junta à missão, junto com um bando de anões e Reavers, caçadores de monstros profissionais. Depois de acampar de um dia para o outro, a equipe descobre que os Reavers já partiram. Os anões levam o grupo para um atalho de montanha, mas a ponte desmorona. O grupo de Borch se sacrifica em vez de colocar toda a equipe em perigo. Geralt e Yennefer se reconciliam antes de chegar à toca do dragão, mas o encontram morto com Téa e Véa guardando o ovo do dragão. Borch se revela como Villentretenmerth, um dragão dourado. Os cinco deles defendem o ovo dos Reavers. Geralt revela a Yennefer seu terceiro desejo, unindo seus destinos. Acreditando que seus sentimentos sejam artificiais, Yennefer rompe a relação com ele e vai embora. Indignado e magoado, Geralt culpa Jaskier por seus infortúnios e espera que eles nunca mais se voltem a encontrar. Em 1263, Dara desconfia cada vez mais de "Mousesack", então Ciri o questiona e o doppler se revela. No confronto, Dara é nocauteado quando Ciri escapa, mas é capturada por Cahir. "Ciri" se revela como o doppler e luta contra Cahir antes de fugir. Dara liberta a verdadeira Ciri, mas temendo por sua própria segurança, a deixa. Episódio baseado no capítulo "The Bounds of Reason" de Sword of Destiny. |              |                                                                                 |                      |                         |                        |
| 7 | 7            | "Before a Fall" (BR) "Antes da Queda" (PT)                                      | Alik Sakharov        | Mike Ostrowski          | 20 de dezembro de 2019 |
| Em 1263, com Nilfgaard pronto para invadir Cintra, Geralt decide invocar sua Lei da Surpresa e reivindicar Ciri para protegê-la, mas Calanthe, relutante em desistir do último fio da vida de sua filha, oferece uma jovem diferente no lugar de Ciri. Depois de perceber a decepção, Geralt enfrenta Calanthe e é então preso por Eist. Após visitar Istredd e não conseguir reacender seu relacionamento, Yennefer retorna a Aretuza com o feiticeiro Vilgefortz. Quando ele anuncia sua intenção de reunir magos para se opor a Nilfgaard, ela declina. A Irmandade vota para permanecer neutra, mas Tissaia, Vilgefortz, Triss e outros feiticeiros resolvem lutar. Tissaia convence Yennefer a aderir a causa. Nilfgaard invade a Cintra, saqueando a cidade e invadindo o castelo. Calanthe tenta mandar Ciri embora com Geralt, mas ele escapou de sua cela e não se encontra em lugar algum. Ciri se defende após escapar de Cintra, roubando um cavalo de uma mulher que oferece seu abrigo. Mais tarde, ela é descoberta por seus velhos amigos que de repente se voltam contra ela, e seus poderes são ativados. Episódio baseado no capítulo "Something More" de Sword of Destiny. |              |                                                                                 |                      |                         |                        |
| 8 | 8            | "Much More" (BR) "Muito Mais" (PT)                                              | Marc Jobst           | Lauren Schmidt Hissrich | 20 de dezembro de 2019 |
| Tendo escapado de Cintra, Geralt defende um comerciante de monstros mortos-vivos, mas é ferido e perde a consciência. Yennefer e os magos reforçam a guarda estratégica de Sodden Hill, com o objetivo de evitar que as forças nilfgaardianas invadam o resto dos Reinos do Norte. Os Nilfgaardianos lançam seu ataque, com ambos os lados utilizando magia e infligindo pesadas baixas um no outro. Tissaia tenta falar com Fringilla, mas Fringilla a incapacita. Vilgefortz luta contra Cahir, mas perde e é atirado por uma colina abaixo. Quando Vilgefortz acorda, ele mata um feiticeiro do norte, revelando-se um vira-casaca. Soldados nilfgaardianos começam a invadir o forte, mas Yennefer canaliza um enorme fluxo de fogo, depois aparentemente desaparece. Ciri é despertada pela mulher a quem roubou o cavalo anteriormente, e descobre os cadáveres ao seu redor. A mulher a leva para sua fazenda. Geralt sonha com sua mãe Visenna, que o abandonou quando criança para se tornar um bruxo, e depois acorda para se encontrar na carroça do comerciante. Quando chegam à fazenda do comerciante, ele ouve a mulher falar com o homem sobre Ciri. Ele vai para a floresta, onde Ciri e Geralt finalmente se encontram e se abraçam. Ela pergunta a Geralt quem é Yennefer. Episódio baseado no capítulo "Something More" de Sword of Destiny. |              |                                                                                 |                      |                         |                        |

### 2.ª temporada (2021)
A segunda temporada é baseada em "A Grain of Truth" de The Last Wish, Blood of Elves, e o início do Time of Contempt.
| N.º na série | N.º na temp. | Título                                                        | Dirigido por      | Escrito por                             | Lançamento             |
| --- | ------------ | ------------------------------------------------------------- | ----------------- | --------------------------------------- | ---------------------- |
| 9 | 1            | "A Grain of Truth" (BR) "Um Grão de Veracidade" (PT)          | Stephen Surjik    | Declan de Barra                         | 17 de dezembro de 2021 |
| Os Reinos do Norte prevalecem em Sodden. Geralt e Ciri encontram Tissaia no campo de batalha e ela lhes conta do sacrifício de Yennefer, implicando que ela não sobreviveu. Geralt decide levar Ciri para o reduto dos bruxos, Kaer Morhen. Eles se deparam com uma aldeia deserta e Geralt faz um desvio para visitar um amigo próximo, Nivellen, que eles descobrem ter sido amaldiçoada em uma forma de besta. Ciri encontra uma jovem mulher chamada Vereena escondida na casa. Geralt investiga mais a aldeia e determina que foi uma bruxa, um tipo de vampiro com um poderoso grito e duas filas de dentes, que causou a fuga dos aldeões. Ele retorna para ver Vereena bebendo o sangue de Nivellen. Ela assume uma forma semelhante a um morcego e eles lutam. Vereena é morta por Geralt, desfazendo a maldição de Nivellen. Nivellen revela que amava Vereena e não fez nada durante seus ataques ao vilarejo. Ele também revela, para desgosto de Geralt e Ciri, que foi amaldiçoado porque havia violado uma sacerdotisa. Ele pede a Geralt que o mate, mas Geralt se recusa e diz a ele mesmo que o faça. Em Aretuza, Tissaia tortura Cahir para obter informações sobre Nilfgaard. Fringilla leva Yennefer cativa e parte em direção a Cintra, mas seu grupo é emboscado na estrada. Episódio baseado no capítulo "A Grain of Truth" de The Last Wish. |              |                                                               |                   |                                         |                        |
| 10 | 2            | "Kaer Morhen"                                                 | Stephen Surjik    | Beau DeMayo                             | 17 de dezembro de 2021 |
| Yennefer e Fringilla são capturadas por Filavandrel, que os leva à feiticeira elfa Francesca Findabair. Francesca os quer mortas, mas Filavandrel argumenta que elas são úteis nestes bosques, que são humanas. Os elfos estão cavando perto de um monólito arruinado sob a ordem de Francesca, que está tendo visões de uma figura de veste branca que ela acredita ser a profeta élfica Ithlinne. Yennefer e Fringilla também sonham com figuras vestidas, vermelhas e pretas, respectivamente. Elas contam a Filavandrel seus sonhos e sugerem que elas podem ser capazes de ajudar os elfos; Filavandrel está considerando isto quando os elfos encontram algo. Um túnel leva a um altar inscrito com um encantamento. Francesca recita o encantamento e o altar se abre para revelar uma passagem que leva a uma cabana mágica em uma floresta. As três feiticeiras são visitadas pela Mãe Morte, um ser misterioso que assume uma forma diferente para cada uma -- Yennefer vê uma Tissaia mais jovem, Fringilla vê o Imperador Emhyr, e Francesca vê Ithlinne -- e revela o caminho que cada uma deve tomar para alcançar seu maior desejo. As feiticeiras são liberadas. Fringilla se une a Francesca para formar uma aliança elfeno-nilfgaardiana; Yennefer as chama de bobas e tenta abrir um portal apenas para descobrir que ela perdeu sua magia. Geralt e Ciri se juntam aos demais bruxos de Kaer Morhen. Eskel chega atrasado, carregando a mão cortada de um monstro leshy. Os bruxos estão festejando quando seus medalhões começam a vibrar, indicando que um monstro está próximo. Geralt descobre que Eskel foi infectado pela leshy e foi transformado em um, o que deveria ser impossível. Eskel diz que voltou em busca de ajuda, mas não consegue controlar o lado lesivo e ataca Vesemir, forçando Geralt a matá-lo. Percebendo que Kaer Morhen não é seguro, Geralt concorda em treinar Ciri em combate. |              |                                                               |                   |                                         |                        |
| 11 | 3            | "What Is Lost" (BR) "Perdidos" (PT)                           | Sarah O'Gorman    | Lauren Schmidt Hissrich & Clare Higgins | 17 de dezembro de 2021 |
| Ciri continua a treinar em manejo de espada, aptidão e agilidade. Vesemir investiga a lesão mutante. Yennefer se dirige a Aretuza; Tissaia a informa que sua ausência levantou suspeitas sobre sua lealdade entre a Irmandade, e a implora para que se mantenha discreta. Stregobor interroga Yennefer, até que Tissaia intervém. Mais tarde, ela diz para Yennefer que sabe que ela perdeu sua magia. O Conselho da Irmandade decreta que, para provar sua lealdade, Yennefer deve executar Cahir. Durante a cerimônia de execução, diante de uma audiência da Irmandade e dos monarcas do Norte, Yennefer libera Cahir e os dois fogem. Uma Francesca grávida e os elfos se estabelecem em Cintra sob a proteção de Nilfgaard. Em Kaer Morhen, Geralt revela a Ciri que ela pode ter herdado poderes mágicos de sua mãe. Durante a batalha, um míriapode, um monstro parecido com uma centopéia, aparece e mata o monstro leshy antes de perseguir Ciri. Geralt mata o míriapode. |              |                                                               |                   |                                         |                        |
| 12 | 4            | "Redanian Intelligence" (BR) "Serviço Secreto Redaniano" (PT) | Sarah O'Gorman    | Sneha Koorse                            | 17 de dezembro de 2021 |
| Triss chega a Kaer Morhen, tendo sido convidada por Geralt para ajudar Ciri no treinamento mágico. Geralt, Ciri e Triss investigam as origens do míriapode e da leshy, descobrindo que eles estão ligados aos monólitos. Ciri confessa que derrubou um monólito em Cintra. Triss faz um portal para Geralt ir até Istredd que é conhecido por estudar monólitos. Vesemir descobre que Ciri tem sangue de Ancião, há muito pensado como extinto, e rumores de que é um ingrediente de mutagênios usados para criar bruxos. Agora procurados, Yennefer e Cahir escapam para a cidade de Oxenfurt no Norte, onde protestos contra os elfos está ocorrendo. Em Redania, Sigismund Dijkstra e Philippa Eilhart, mestre de espiões e mago da corte respectivamente para o rei Vizimir, começaram a planejar a apreensão de Cintra. Eles recrutam o duende aprisionado Dara como um informante. Enquanto isso, Yennefer e Cahir descobrem que uma figura chamada The Sandpiper, revelada como sendo Jaskier, está contrabandeando duendes para Cintra. Com a ajuda de Jaskier, Yennefer, Cahir e Dara embarcam no navio com destino a Cintra. Após a partida de Jaskier, Yennefer descobre que ele se meteu em problemas. |              |                                                               |                   |                                         |                        |
| 13 | 5            | "Turn Your Back" (BR) "Decisões e Consequências" (PT)         | Edward Bazalgette | Haily Hall                              | 17 de dezembro de 2021 |
| Rience, um feiticeiro, é libertado da prisão e incumbido de encontrar Ciri pela feiticeira Lydia, que está servindo a um mestre desconhecido. Geralt e Istredd viajam para o monólito caído fora de Cintra. Yennefer, tendo desembarcado do navio, resgata Jaskier de Rience; eles são então separados e capturados pelos guardas da cidade. Vesemir revela seu plano de criar novos bruxos com o sangue de Ciri. Ciri concorda, mas insiste em ser a primeira candidata. Investigando as ruínas do monólito, Geralt e Istredd fazem a hipótese de que os monólitos são portas de entrada que, quando ativadas, permitem que os monstros entrem em seu mundo. Geralt sabe por Istredd que Yennefer está viva. Triss, tentando dissuadir Ciri, conduz um ritual na esperança de descobrir a fonte de poder de Ciri. Elas descobrem a profecia de Ithlinne, que prevê que uma criança do sangue dos Anciãos destruirá o mundo. Os poderes de Ciri ativam o monólito em Cintra, fazendo aparecer um Chernobog que depois voa para longe. Geralt volta por portais para Kaer Morhen, impedindo Ciri de participar da conversão. Cahir chega em Cintra. Yennefer convoca a Mãe Imortal e desaparece; ela é encarregada de entregar Ciri em um local fora de Cintra. |              |                                                               |                   |                                         |                        |
| 14 | 6            | "Dear Friend" (BR) "Caro Amigo..." (PT)                       | Louise Hooper     | Matthew D'Ambrosio                      | 17 de dezembro de 2021 |
| Geralt leva Ciri para fora de Kaer Morhen; eles são atacados pelo Chernobog que Geralt encontou em Cintra. A égua de Geralt, Roach, é mortalmente ferida, embora Geralt consiga matar o monstro. Em Kaer Morhen, Vesemir e Triss são emboscados por Rience, que rouba os mutagênios e foge. Depois que Geralt sacrifica Roach em ato de misericórdia, ele e Ciri viajam para o Templo de Melitele onde Geralt espera que Ciri aprenda a controlar seus poderes. Eles encontram Yennefer quando ela chega logo depois deles. Francesca dá à luz, com sucesso, o primeiro elfo completo nascido em anos. Cahir revela a Fringilla que Emhyr está visitando a Cintra. Istredd descobre um elo entre Ciri e Lara Dorren, uma lendária guerreira élfica. Yennefer diz a Geralt que Jaskier está com problemas e sendo perseguido pelo mago do fogo, que Geralt deduz que está procurando por Ciri. Rience aparece no templo com os irmãos Michelet. Geralt diz a Yennefer para levar Ciri enquanto ele segura o Rience. Yennefer e Ciri se trancam em uma sala e Yennefer ensina Ciri a abrir um portal. Rience escapa e Geralt alcança Yennefer e Ciri enquanto elas desaparecem através de um portal. Triss conta a Tissaia sobre o sangue de Ciri. |              |                                                               |                   |                                         |                        |
| 15 | 7            | "Voleth Meir"                                                 | Louise Hooper     | Mike Ostrowski                          | 17 de dezembro de 2021 |
| Yennefer e Ciri atravessam o portal e vão para a casa da mulher que acolheu Ciri anteriormente, e ela descobriu que a família foi assassinada pelo Rience. Geralt liberta Jaskier da prisão e pede ajuda para encontrar Yennefer e Ciri. Jaskier conta a Geralt sobre a magia perdida de Yennefer e seu encantamento murmurado; Geralt reconhece o encantamento e percebe que Yennefer está em aliança com a Mãe Morte, ou Voleth Meir, um demônio que se alimenta de dor. Os dois se encontram e se juntam ao grupo de anões de Yarpen Zigrin. O nascimento do bebê de Francesca faz com que os duendes repensem as prioridades e decidem se concentrar na reconstrução em vez de lutar por Nilfgaard. Francesca diz a uma Fringilla preocupada que ela valoriza o vínculo de sangue em detrimento da amizade. Fringilla viaja a Aretuza para pedir ajuda a seu tio Artorius, esperando que seu laço de sangue o domine, mas Artorius a demite, sugerindo que ela nunca teve poder em Nilfgaard para começar. Frustrada com o seu domínio escorregadio do poder, Fringilla assassina quatro dos generais da Chama Branca e intimida Cahir para que ele responda por ela perante o imperador. Tissaia conta a Vilgefortz sobre Ciri, traindo Triss. Dara deixa de espionar para Dijkstra. Ciri lê inadvertidamente a mente de Yennefer e vê sua traição. Perturbada, Ciri tem um surto que alerta uma patrulha nilfgaardiana próxima, mas Geralt, Jaskier e Yarpen chegam a tempo de derrotá-los. Geralt coloca sua lâmina sobre Yennefer e diz a Yarpen e Jaskier para levar Ciri a Kaer Morhen. Yennefer recita o encantamento. No castelo, Francesca acorda para encontrar seu bebê assassinado. Sua explosão de dor dá a Voleth Meir a força para se libertar; Geralt e Yennefer chegam quando o demônio escapa da cabana. |              |                                                               |                   |                                         |                        |
| 16 | 8            | "Family" (BR) "Família" (PT)                                  | Edward Bazalgette | Lauren Schmidt Hissrich                 | 17 de dezembro de 2021 |
| Ciri possuída começa a matar bruxos durante o sono em Kaer Morhen. Os bruxos restantes com Yennefer e Jaskier planejam expulsar Voleth Meir de Ciri. A Voleth Meir usa o poder de Ciri para descobrir um monólito escondido no salão, depois portais em vários basiliscos. Geralt e Vesemir tentam conter Ciri enquanto o resto dos bruxos lutam contra os monstros. Culpando os Reinos do Norte pela perda de seu recém-nascido, Francesca mata bebês humanos em Redania. Yennefer se oferece como hospedeira para Voleth Meir depois de pedir desculpas a Ciri, libertando a princesa de seu controle. Ciri transporta Geralt e Yennefer para um mundo desconhecido onde Voleth Meir deixa o corpo de Yennefer. Ciri, Geralt e Yennefer vislumbram o Wild Hunt que planeja sequestrar Ciri enquanto Voleth Meir recria seu corpo. De volta a Kaer Morhen ao fugir daquele mundo, Yennefer descobre que seus poderes voltaram. Geralt percebe que Ciri não pode ficar em Kaer Morhen. Deduzindo que Vizimir está atrás de Ciri, a Irmandade e os demais monarcas do Norte dão uma recompensa a Ciri e seus protetores. Istredd conta a Francesca sobre o sangue de Ancião de Ciri e ela percebe que Ciri é a esperança dos elfos. O imperador Emhyr chega a Cintra e revela que mandou matar o recém-nascido de Francesca; ele ordena que Fringilla e Cahir sejam presos por mentirem para ele e é revelado como o pai de Ciri, Duny. |              |                                                               |                   |                                         |                        |

### 3.ª temporada (2023)
A terceira temporada é baseada em Time of Contempt e detalhes de Blood of Elves e Baptism of Fire.
| Parte 1 |   | |                 |                                   |                     |
| 17 | 1 | "Shaerrawedd" | Stephen Surjik  | Mike Ostrowski                    | 29 de junho de 2023 |
| Tendo deixado Kaer Morhen, Geralt, Yennefer e Ciri estão fugindo dos caçadores de recompensas enquanto continuam o treinamento de Ciri em luta e magia. Depois de seis meses, eles se estabelecem em uma casa cedida por Yarpen Zigrin, mas quando um macaco parecido com um tatu ataca por ordem de Rience, o trio é exposto e decide atrair Rience para uma armadilha para lidar com ele. Francesca Findabair e os Scoia'tael estão à procura de Ciri, que consideram a salvadora dos elfos. Na Redânia, o rei Vizimir está desiludido com o fracasso de seu mestre espião Dijkstra e de sua maga da corte Philippa Eilhart em capturar Ciri com quem ele pretendia se casar, então ele confia a tarefa a seu irmão Radovid. Jaskier, que negocia secretamente com Philippa e Radovid a entrega de Ciri à Redania, é convidado a ajudar Geralt, Yennefer e Ciri com seu plano. Nas ruínas élficas de Shaerrawedd, eles são confrontados por Rience e Scoia'tael e uma batalha a três começa. Yennefer descobre que um mago poderoso é o cérebro por trás de Rience e sugere que procurem ajuda em Aretuza. Jaskier diz a Philippa e Radovid que os ajudará a capturar Ciri, mas eles precisam conquistar a confiança dela eliminando Rience. |   | |                 |                                   |                     |
| 18 | 2 | "Unbound" (BR) "Caminhos Separados" (PT)                                                                                | Stephen Surjik  | Tania Lotia                       | 29 de junho de 2023 |
| Geralt e Jaskier visitam Codringher e Fenn para obter informações sobre Rience e os dois revelam que Rience e a base de operações de seu mentor são o castelo de Vuilpanne. Yennefer e Ciri viajam incógnitas para Aretuza, mas as visões de Ciri as atrapalham e comprometem, causando conflito entre as duas até que Yennefer decide revelar seu passado a Ciri, o que as aproxima. Em Cintra, controlada por Nilfgaard, um rebaixado Fringilla escapa da prisão. Cahir é salvo dos atacantes por Gallatin, seu amigo elfo e membro dos Scoia'tael, e eles discutem o futuro dos elfos. Rience interroga Codringher e Fenn sobre Geralt antes de matá-los. Em Vuilpanne, Geralt mata um monstro de carne mutante que é composto de partes amalgamadas roubadas magicamente de três mulheres capturadas (as cativas morrem quando cada parte é morta) e salva uma garota meio-elfa perturbada da fortaleza. Depois de chegar em segurança, a garota reconhece Geralt e afirma ser Ciri. |   | |                 |                                   |                     |
| 19 | 3 | "Reunion" (BR) "Reencontro" (PT)                                                                                        | Gandja Monteiro | Haily Hall                        | 29 de junho de 2023 |
| Geralt leva a garota meio-elfa para sua amiga Anika, uma druida, que descobre que o nome da garota é Teryn e que ela foi submetida a magia de controle mental. Geralt tenta extrair informações de Teryn, mas um mago desconhecido a possui e ataca a todos. Mais tarde, Anika ferida revela a Geralt que sua mãe Visenna, sua velha amiga, faleceu. Em Gors Velen, Yennefer encontra Tissaia de Vries enquanto Ciri causa confusão na cidade, chamando a atenção mais uma vez ao identificar o que é considerado um basilisco como um wyvern. Depois de matar o wyvern, ela é roubada por um ladrão desconhecido que ela persegue antes de encontrar Yennefer e suas companheiras feiticeiras que a levam para uma casa de banhos. Desiludida e frustrada com seu comportamento, Ciri foge após uma briga com Yennefer. Rience se reúne com Lydia para discutir os próximos passos. Depois que Gallatin informa o Imperador Emhyr sobre as ações de Francesca, Emhyr instrui Cahir a provar sua lealdade a ele, o que leva Cahir a assassinar Gallatin, desmoronando depois. Fugindo de Gors Velen, Ciri é emboscada pela Caçada Selvagem, mas é salva por Geralt. |   | |                 |                                   |                     |
| 20 | 4 | "The Invitation" (BR) "O Convite" (PT)                                                                                  | Gandja Monteiro | Rae Benjamin                      | 29 de junho de 2023 |
| O Imperador Emhyr ordena que Cahir assassine Francesca. Ao chegar a ela e aos Scoia'tael, Cahir a convence a unir forças na busca por Ciri. Fringilla desfruta de sua liberdade recém-adquirida. A bordo de um navio para Aretuza, Geralt, Ciri, Jaskier e o resto da tripulação são atacados por um aeschna que Geralt e Ciri matam. Em Aretuza, Yennefer convence a Irmandade dos Feiticeiros a organizar um conclave de magos para fortalecer a unidade do Norte contra Nilfgaard. Mais tarde, Yennefer visita a corte redaniana para convidar Philippa Eilhart e tentar ganhar o apoio do rei Vizimir, que ordena que não apenas Philippa, mas Dijkstra e Radovid compareçam também. No caminho de volta, Yennefer sofre uma emboscada. Enquanto isso, Triss e Istredd investigam as alunas desaparecidas de Aretuzan e o Livro dos Monólitos, respectivamente. Da mesma forma que Yennefer e Geralt, eles chegam à conclusão de que Stregobor é o cérebro por trás desses eventos, bem como das ações de Rience. Ciri e Jaskier são mantidos em um refúgio seguro fora de Aretuza. Lá, Jaskier é abordado por Radovid e eles confessam seus sentimentos românticos um pelo outro. Geralt, Yennefer e os magos do Norte se reúnem em Aretuza para iniciar o conclave com um banquete. |   | |                 |                                   |                     |
| 21 | 5 | "The Art of Illusion" (BR) "A Arte da Ilusão" (PT)                                                                      | Loni Peristere  | Clare Higgins                     | 29 de junho de 2023 |
| Terminado o banquete, Geralt e Yennefer discutem retrospectivamente os acontecimentos da noite. Apesar de seu desdém, Geralt socializa com os feiticeiros alegres enquanto Yennefer o lembra que eles precisam se manter discretos para expor Stregobor durante o conclave seguinte. Seus planos mudam, no entanto, quando Yennefer é alertada por Istredd e Triss sobre a posse do Livro dos Monólitos por Stregobor. Geralt e Istredd fingem uma briga para encobrir Yennefer quando ela invade o escritório de Stregobor, onde descobrem o livro, bem como aparentes evidências de sequestro de estudantes meio-elfas. Stregobor é preso por Tissaia, Vilgefortz e Artorius, e o banquete é considerado um sucesso diplomático. Assim que Yennefer e Geralt juntam todas as peças da noite, no entanto, eles percebem que o cérebro por trás das ações de Rience e dos sequestros é Vilgefortz, que apenas incriminou Stregobor. Explorando os corredores para abrir caminho, Geralt é distraído pelos sons de uma luta distante e é emboscado sob a mira de uma faca por Dijkstra. |   | |                 |                                   |                     |
| Parte 2 |   | |                 |                                   |                     |
| 22 | 6 | "Everybody Has a Plan 'til They Get Punched in the Face" (BR) "Todo Mundo Tem um Planto até Tomar o Primeiro Soco" (PT) | Loni Peristere  | Javier Grillo-Marxuach            | 27 de julho de 2023 |
| Dijkstra faz Geralt prisioneiro. Soldados Redanianos liderados por Philippa junto com magos do Norte dão um golpe e prendem magos liderados por Vilgefortz que colaborou com Nilfgaard. Desacreditando na acusação, Tissaia liberta os magos presos apenas para Vilgefortz se revelar o traidor e fugir de Aretuza para capturar Ciri. Antes disso, ele permite que forças Nilfgaardianas e Scoia'tael lideradas por Cahir e Francesca invadam Aretuza. Isso inicia uma batalha entre eles e os magos do Norte. Geralt, Ciri e Yennefer se reúnem e matam Rience juntos. Yennefer então decide se juntar à batalha que deixa Aretuza em ruínas, já que muitos morrem em ambos os lados, incluindo Filavandrel e Artorius. Tissaia esgota grande parte de suas forças lançando um feitiço de último recurso e Stregobor se sacrifica salvando os últimos magos sobreviventes, enquanto Geralt e Ciri são salvos por Cahir dos Scoia'tael. Encontrado por Vilgefortz, Geralt ordena que Ciri corra. Vilgefortz mostra destreza em combate e derrota Geralt, deixando-o meio morto para seguir Ciri até a torre de Tor Lara, mas Triss encontra Geralt e o leva para Brokilon. Em Tor Lara, antes que Vilgefortz possa capturá-la, Ciri aproveita o poder de um monólito instável, desencadeando uma explosão que destrói a torre.                                                                            |   | |                 |                                   |                     |
| 23 | 7 | "Out of the Fire, Into the Frying Pan" (BR) "De Mal a Pior" (PT)                                                        | Bola Ogun       | Matthew D'Ambrosio                | 27 de julho de 2023 |
| Em Aretuza, Jaskier encontra e confronta Radovid sobre sua tentativa de capturar Ciri para Redania e os dois caminham separados. Jaskier também se reúne com Yennefer, que o informa que Ciri está desaparecida. Em Brokilon, dríades lideradas pela Rainha Eithné cuidam do ferido Geralt. Teletransportada através de um portal em Tor Lara, Ciri se encontra no deserto de Korath. Lutando para encontrar água ou comida, ela é encontrada por um unicórnio que ela chama de "Cavalinho", que lhe faz companhia. Vagando pelo deserto por dias, Ciri é atormentada por visões de seus entes queridos e de uma figura misteriosa que se revela ser Falka, uma princesa meio-elfa queimada na fogueira por seus crimes. Quando um monstro sem nome do deserto ataca Ciri e fere Cavalinho, Ciri é persuadida pela visão de Falka a usar perigosa magia de fogo para curar o unicórnio. Ao fazer isso, uma violenta visão de fogo quase a consome antes que ela abandone sua magia e perca a consciência, acordando cercada por caçadores de recompensas. Jaskier visita Brokilon e descobre que a floresta se tornou um refúgio para pessoas que escapam da guerra entre os reinos do Norte e Nilfgaard. Ao encontrar Geralt se recuperando lentamente, ele o informa sobre rumores sobre Ciri estar a caminho de Nilfgaard.                                                                              |   | |                 |                                   |                     |
| 24 | 8 | "The Cost of Chaos" (BR) "O Preço do Caos" (PT)                                                                         | Bola Ogun       | Mike Ostrowski & Troy Dangerfield | 27 de julho de 2023 |
| Procurando por Ciri, Yennefer e suas companheiras feiticeiras atacam a fortaleza de Vuilpanne de Vilgefortz, mas a encontram vazia, exceto pelos cadáveres das estudantes de Aretuzan sequestradas. Lá eles encontram Philippa, que culpa Tissaia pelo trágico desfecho do Golpe de Thanedd. Retornando a Aretuza, Tissaia, cheia de culpa e resignada, comete suicídio. Na Redânia, o rei Vizimir ordena que Dijkstra assassine Philippa como bode expiatório do golpe fracassado. Prevenida, Philippa orquestra o assassinato de Vizimir, coroando Radovid como o novo rei. Yennefer viaja para Brokilon e cura Geralt. Ele sai para salvar Ciri de Emhyr, acompanhado por Jaskier e Milva, uma arqueira Brokilon. Fringilla e Francesca chegam a Nilfgaard, conspirando contra Emhyr, mas quando Fringilla acidentalmente revela a verdade sobre a participação de Nilfgaard no assassinato de seu bebê, Francesca vai embora com raiva, jurando vingança. Mais tarde, Emhyr dá as boas-vindas a Ciri na corte nilfgaardiana, mas, aparentemente sem o seu conhecimento, ela é Teryn se passando por Ciri. Para resgatar um deles, The Rats, um grupo de bandidos, mata os caçadores de recompensas que prendem a verdadeira Ciri. Eles a testam, encorajando-a a lutar contra seu sequestrador. Ele se torna sua primeira morte humana e os Rats a aceitam como membro. Ela se apresenta como “Falka”. |   | |                 |                                   |                     |

## Produção

### Desenvolvimento
A série de livros Wiedźmin de Andrzej Sapkowski foi inicialmente programada para ser adaptada em um filme autônomo da Netflix, mas Kelly Luegenbiehl, vice-presidente dos Conteúdos Originais Internacionais da Netflix, dissuadiu os produtores. Ela se lembrou de lhes perguntar: "Como você pode pegar oito romances e simplesmente transformá-los em um filme? Há tanto material aqui. Através de várias conversas, os produtores ficaram realmente entusiasmados com a ideia de usar o material de origem para uma série mais longa." Em maio de 2017, a Netflix anunciou o início da produção de uma série de TV de drama em idioma inglês baseada nos livros.
Em dezembro de 2017, foi relatado que Lauren Schmidt Hissrich serviria como criadora do programa. Em abril de 2018, Schmidt Hissrich revelou que o roteiro do episódio piloto estava terminado, e a primeira temporada teria oito episódios. Em 2017, foi relatado que Andrzej Sapkowski serviria como consultor criativo do programa, mas em janeiro de 2018, Sapkowski negou qualquer envolvimento direto. Entretanto, ele se encontrou com Schmidt Hissrich em abril de 2018 e em maio de 2018 declarou que Sapkowski fazia parte da equipe criativa do projeto. Em agosto, Andrew Laws foi revelado como designer de produção. Em dezembro, o Radio Times relatou que os diretores Alik Sakharov e Charlotte Brändström haviam se juntado ao projeto.
A Netflix anunciou uma segunda temporada em 13 de novembro de 2019, sob o título de trabalho "Monstros Misteriosos", com produção prevista para começar em Londres no início de 2020, para um lançamento planejado em 2021. Em abril de 2021, o co-diretor executivo e diretor de conteúdo da Netflix, Ted Sarandos, confirmou que a segunda temporada iria estrear no quarto trimestre de 2021. Em julho de 2021, foi anunciado que a segunda temporada estrearia em 17 de dezembro de 2021. Em 25 de setembro de 2021, a Netflix anunciou que a série tinha sido renovada para uma terceira temporada.

### Escrita
A primeira temporada foi contada de forma não linear, abrangendo diferentes períodos de tempo. Hissrich disse que isto foi inspirado no filme Dunkirk, de Christopher Nolan, de 2017. Ela apontou que a história de Yennefer cobre cerca de 70 anos e a de Ciri apenas cerca de 2 semanas. Hissrich também disse que Yennefer e Cirilla ganharam mais destaque para permitir que os espectadores os entendessem melhor. Mostrando suas histórias, junto com as de Geralt, "chegamos à alma da história". É a história de uma família desfeita. É a história de três pessoas que estão por conta própria no mundo, realmente órfãos, todos vivendo à margem da sociedade, que estão determinados a não precisar de ninguém, e ainda assim, é claro que precisam".
Hissrich disse que a história da segunda temporada é construída sobre as bases da primeira temporada, tornando-se mais focada; os personagens interagirão uns com os outros com mais freqüência. "Quando falo de The Witcher, sempre falo de como estes três personagens se unem - Geralt, Ciri e Yennefer - eles se unem como uma família. É a parte mais importante da série para mim", disse Hissrich. "E quando você começa a imaginar a família de alguém, você também precisa entender sua família de origem. Para Geralt, são seus irmãos, é a irmandade dos bruxos. Portanto, estou realmente entusiasmada em voltar e conhecer Vesemir, sua figura paternal, pela primeira vez e todos esses homens com quem ele foi criado desde os sete anos de idade."

### Escolha de elenco

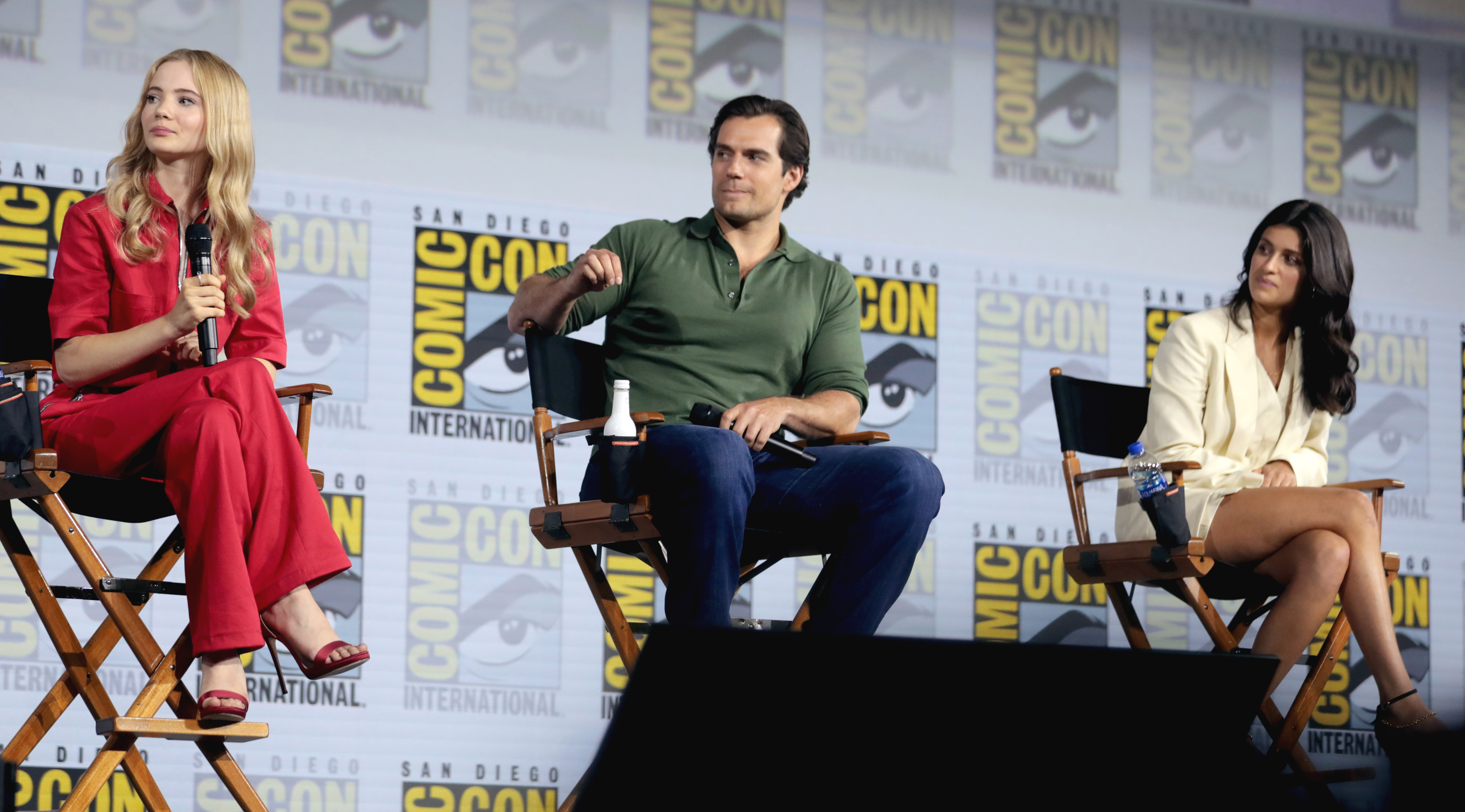
Freya Allan, Henry Cavill e Anya Chalotra na San Diego Convention de 2019 para The Witcher

Em setembro de 2018, a Netflix anunciou que Henry Cavill interpretaria Geralt de Rivia. Ele foi selecionado entre mais de 200 atores; Cavill fez campanha ativa para o papel, sendo um fã de longa data das adaptações dos videogames. Em outubro de 2018, Freya Allan e Anya Chalotra foram escolhidas como Princesa Cirilla e Yennefer de Vengerberg respectivamente, enquanto Jodhi May, Björn Hlynur Haraldsson, Adam Levy, MyAnna Buring, Mimî M. Khayisa (então conhecida como Mimi Ndiweni), e Therica Wilson-Read também se juntaram. Mais atores foram anunciados mais tarde naquele mês, incluindo Eamon Farren, Joey Batey, Lars Mikkelsen, Royce Pierreson, Maciej Musiał, Wilson Radjou-Pujalte, e Anna Shaffer.
Em fevereiro de 2020, a Netflix anunciou que Kim Bodnia havia sido escolhido como Vesemir, um bruxo experiente e mentor de Geralt. Outras adições incluíram Kristofer Hivju, Yasen Atour, Agnes Born, Paul Bullion, Thue Ersted Rasmussen, Aisha Fabienne Ross, e Mecia Simson. Em setembro de 2020, foi anunciado que Basil Eidenbenz substituiria Rasmussen no papel de Eskel. Em novembro de 2020, Rebecca Hanssen foi anunciada para o papel de Rainha Meve. Em março de 2021, Kevin Doyle foi escolhido como Ba'Lian, um personagem original que não aparece nos romances. Cassie Clare, Adjoa Andoh, Liz Carr, Simon Callow, Graham McTavish e Chris Fulton foram elencos como Philippa Eilhart, Nenneke, Fenn, Codringher, Dijkstra e Rience, respectivamente.

### Filmagens

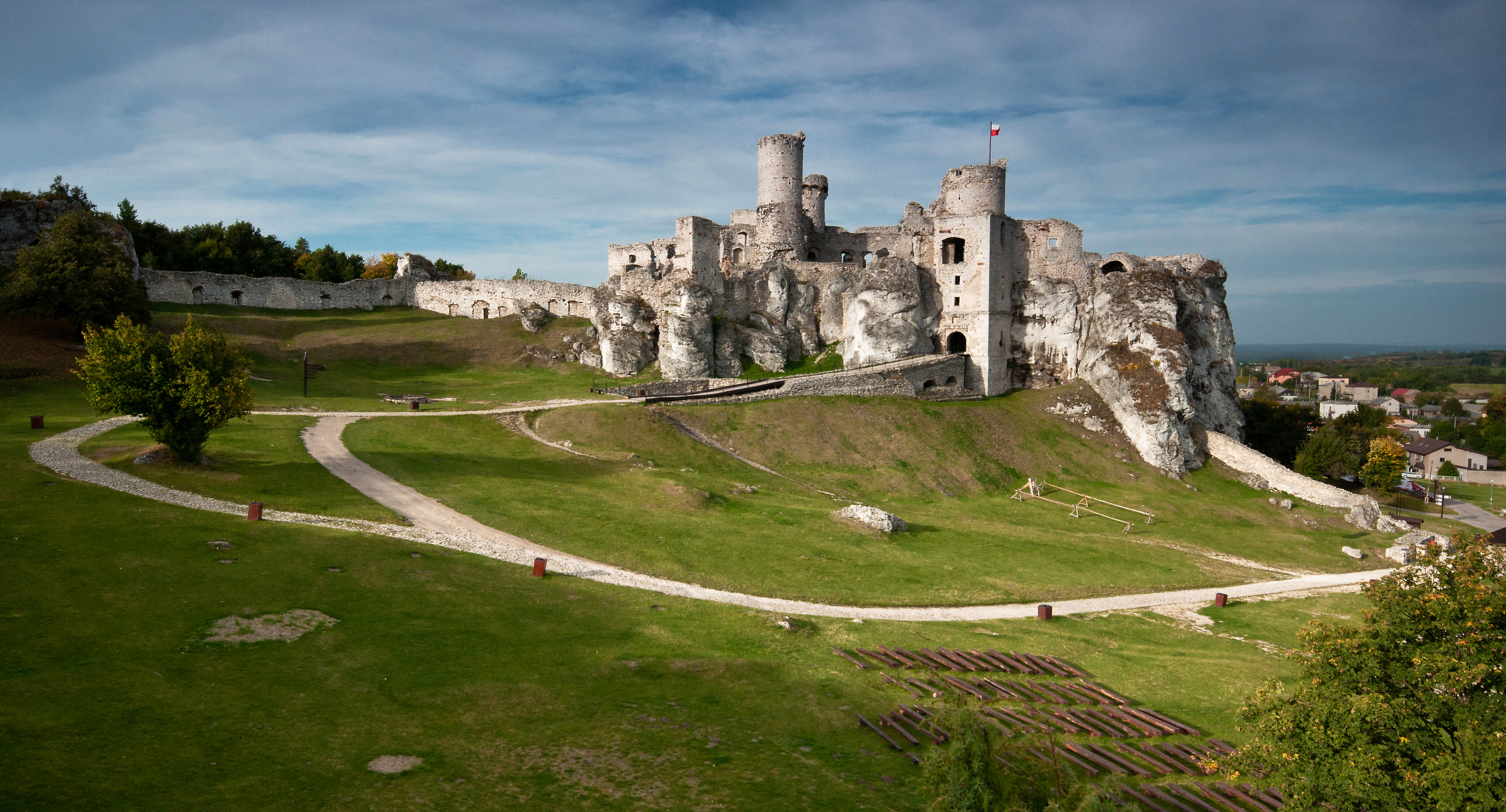
O Castelo de Ogrodzieniec, no sul da Polônia, onde as últimas cenas da primeira temporada foram gravadas

As filmagens para a primeira temporada começaram em 31 de outubro de 2018, na Hungria. Em março de 2019, as produções passaram para Grã-Canária, nas Ilhas Canárias, com outras filmagens sendo feitas em La Palma e La Gomera, na Espanha. As últimas filmagens aconteceram no Castelo de Ogrodzieniec, na Polônia. As filmagens da primeira temporada foram encerradas em maio de 2019.
As filmagens para a segunda temporada começaram em Londres no início de 2020, mas foram interrompidas por duas semanas em março devido a preocupações com a Pandemia de COVID-19. Então, em maio de 2020, produções de cinema e televisão que estavam sendo filmadas no Reino Unido receberam permissão para retomar as filmagens, incluindo a segunda temporada de The Witcher. A série retomou a pré-produção em julho e retomou oficialmente as filmagens em 12 de agosto de 2020, com boa parte das filmagens se encerrando no começo de 2021. Em 7 de novembro de 2020, a produção foi interrompida novamente após vários membros da equipe de produção terem testado positivo para COVID-19. A produção foi retomada duas semanas depois, em 24 de novembro de 2020, e continuou em dezembro, apesar da lesão de Cavill no set. As filmagens da segunda temporada terminaram oficialmente em 2 de abril de 2021.
Os locais de filmagem da segunda temporada foram todos no Reino Unido e incluindo Cathedral Cave e Hodge Close Quarry no Distrito Lake, Low Force Waterfall em North Pennines e Bourne Wood em Farnham.

### Música
Sonya Belousova e Giona Ostinelli compuseram a trilha sonora para a primeira temporada. A dupla colaborou com vários solistas e artistas; a trilha sonora apresenta muitos instrumentos medievais para combinar com o cenário de inspiração medieval da série. Mais de 60 instrumentos diferentes de todo o mundo foram usados para criar a trilha sonora. A canção original "Toss a Coin to Your Witcher", composta por Belousova e Ostinelli e cantada por Batey no segundo episódio, tornou-se um sucesso viral logo após o lançamento da série Os usuários criaram mods para remendar a canção nas adaptações de videogame de The Witcher. Todos os solos de violino da série foram executados por Lindsay Deutsch.
Em outubro de 2021, foi confirmado que Joseph Trapanese estaria marcando a trilha sonora da segunda temporada. Trapanese, tendo anteriormente colaborado com Netflix como compositor da Shadow and Bone, substituiu Belousova e Ostinelli. A showrunner Lauren Schmidt Hisrrich também revelou que novas músicas interpretadas por Batey seriam apresentadas na trilha sonora.

## Lançamento
Netflix lançou o primeiro trailer teaser na San Diego Comic-Con, em 19 de julho de 2019. O primeiro trailer completo foi revelado na Lucca Comics & Games em 31 de outubro de 2019. A Netflix revelou o trailer final em 12 de dezembro de 2019.
A premiere da série aconteceu no Służewiec Racetrack, em Varsóvia, em 18 de dezembro de 2019. A estreia mundial da série ocorreu em 20 de dezembro de 2019.

## Recepção

### Avaliação da crítica

#### Primeira temporada
A primeira temporada da série dividiu a opinião dos críticos. No site agregador de críticas Rotten Tomatoes, The Witcher teve um índice de aprovação de 68%, com uma nota média de 6,26 (de 10) baseado em 91 resenhas. O consenso da crítica, segundo o site, é: "O mundo de The Witcher ainda parece meio formado enquanto galopa para as telas, mas Henry Cavill traz um carisma musculoso a uma série repleta de elementos subversivos de fantasia e humor sombrio." No site Metacritic, a nota média das críticas ficou em 54 (de 100), baseado em 17 resenhas da primeira temporada, indicando uma "recepção mista e mediana". A atuação de Henry Cavill como Geralt foi elogiada pelos críticos.
Em uma crítica positiva da primeira temporada, Erik Kain da Forbes escreveu: "Se você está procurando uma fantasia escura original com alguns elementos de horror, alguma pele nua e muito sangue e sangue (e monstros) não procure mais", enquanto James Whitbrook do io9 disse, "se você está disposto a sentar-se durante aqueles episódios de abertura, pontuado por uma luta fria aqui ou uma cena intrigante de personagem ali, The Witcher lentamente, mas seguramente se encontra uma fatia fantástica de diversão sangrenta e maldosa". Em contrapartida, o crítico da Entertainment Weekly, Darren Franich disse: "meu destino é nunca mais assistir a este festival aborrecido", atribuindo à primeira temporada uma nota F. Franich foi criticado quando confessou ter assistido apenas ao primeiro, segundo e quinto episódios. Raisa Bruner do Time fez uma crítica positiva ao programa e comentou: "cada episódio fica mais forte à medida que a temporada avança, e acaba por satisfazer a comichão da fantasia." Scott Bryan, da BBC, foi mais negativo em relação ao programa ao criticá-lo por confiar demais nas jogadas, e como eles não sabiam como adaptá-lo adequadamente a um programa de TV. O crítico William Hughes, do The A.V. Club, comentou em uma crítica positiva: "The Witcher não é de forma alguma perfeito; mesmo ignorando as falhas estruturais anteriores, seus esforços na comédia muitas vezes soam um pouco modernos demais para o resto de seu cenário, e a tendência dos personagens de monologar qualquer objeto ou pessoa que não falem, encontrar cavalos, companheiros mudos, literalmente bebês mortos-verges em comédia. Mas quando a pior coisa que se pode dizer sobre uma série é que cada episódio acaba sendo melhor do que o que o precedeu, isso deixa um espaço emocionante para crescer." O autor Andrzej Sapkowski comentou favoravelmente o programa, afirmando: "Fiquei mais do que feliz com a aparição de Henry Cavill como O Bruxo. Ele é um verdadeiro profissional. Assim como Viggo Mortensen deu seu rosto a Aragorn (em O Senhor dos Anéis), assim Henry deu o dele a Geralt - e assim será para sempre." Sapkowski acrescentou: "Ficarei feliz se os espectadores - e os leitores - tirarem qualquer coisa, qualquer coisa que os enriqueça de alguma forma. Além disso, espero sinceramente deixar os telespectadores - e os leitores - quentes, em todos os sentidos. Não tépido, não morno."

#### Segunda temporada
A segunda temporada foi bem recebida pelos críticos. No site Rotten Tomatoes, o índice de aprovação da série foi de 94%, com uma nota média de 7,9/10, baseado em 49 resenhas. O consenso da crítica foi: "A segunda temporada de The Witcher expande seu primeiro de todas as melhores maneiras - e o mais importante, continua sendo muito divertido." Já no site Metacritic, a nota média para a segunda temporada foi de 68 (de 100) baseado em 22 resenhas, indicando “uma recepção favorável".
A crítica Sheena Scott, da Forbes, comentou favoravelmente: "Ao longo dos episódios, os personagens apontam repetidamente sua semelhança - uma atitude semelhante, o mesmo penteado - para continuar lembrando os telespectadores de sua ligação filha-pai. Mas como o final da temporada 2 indica, parece que é esse mesmo vínculo que pode ser colocado em risco na próxima temporada." Angie Han do The Hollywood Reporter, elogiou a série por ser uma melhoria em relação à temporada anterior, embora possa não ser perfeita. Ela comentou sobre a série: "Em sua segunda temporada, The Witcher se sente suficientemente confiante para se abrir a toda essa gama de sentimentos." Em uma análise mais negativa, Roxana Hadadi, do Vulture, declarou: "Em sua segunda temporada, The Witcher é mais envolvente ao explorar as alianças e lealdades entre Geralt, Yennefer e Ciri e ao usar esses três para considerar a insistência de Nivellen de que 'os monstros nascem somente de atos. Os imperdoáveis'. Mas em sua tentativa de construir um mundo maior, a série cai presa a mais tropas de fantasia do que domina." A autora Leigh Butler considerou a segunda temporada como uma melhoria em relação à temporada anterior, elogiando seus temas mais profundos, melhor enredo, performances e, finalmente, aproximando-se do seu potencial, e afirmou: "A segunda temporada (até agora) é melhor, e está trabalhando em direção a um grande potencial. Quando se trata disso, só há realmente uma coisa que qualquer história precisa realizar, e The Witcher conseguiu."

#### Terceira temporada
A terceira temporada foi bem recebida pelos críticos, com um índice de aprovação de 76% segundo o Rotten Tomatoes, com uma nota média de 7,1 de 10, baseado em 42 resenhas. O consenso crítico do site diz: "Capacitamente suportado pelo charme áspero de Henry Cavill, a tramada terceira temporada de The Witcher é uma despedida apropriadamente afetuosa desse Geralt de Rivia em particular". Já o site Metacritic de uma nota para essa temporada de 65 (de 100) baseada em sete críticas, indicando "avaliações geralmente favoráveis".

### Audiência
Segundo a Parrot Analytics, The Witcher, em sua estréia nos EUA, foi a terceira série de streaming original com mais "em demanda", atrás de Stranger Things e The Mandalorian. O processo da Parrot mede "expressões de demanda", que é "sua unidade de medição de demanda de TV padronizada globalmente que reflete o desejo, o engajamento e a audiência de uma série ponderada pela importância". Em 31 de dezembro de 2019, a Parrot Analytics relatou que The Witcher se tornou a série de TV mais demandada do mundo, em todas as plataformas.
Em 30 de dezembro de 2019, a Netflix emitiu uma série de listas oficiais, incluindo os programas de TV mais populares de 2019. Em 21 de janeiro de 2020, a Netflix anunciou que a primeira temporada havia sido vista por mais de 76 milhões de telespectadores em seu serviço dentro de seu primeiro mês de lançamento. A Netflix havia recentemente alterado sua métrica de audiência, de 70% de um episódio sob a métrica anterior, para dois minutos sob a nova métrica. A nova métrica dá números de visualização 35% mais altos em média do que a métrica anterior. Os 76 milhões de visualizações em seu primeiro mês com base na nova métrica (pelo menos dois minutos ou mais) é a maior para um lançamento de uma série Netflix desde a introdução da nova métrica de visualização. The Witcher foi, até o lançamento do Bridgerton e Squid Game, o lançamento mais assistido de uma série original da Netflix na época, com 541 milhões de horas vistas nos primeiros 28 dias de lançamento.

### Indicações em premiações
| Ano  | Prêmio                              | Categoria                                               | Indicado(s)                                             | Resultado | Ref.   |
| ---- | ----------------------------------- | ------------------------------------------------------- | ------------------------------------------------------- | --------- | ------ |
| 2020 | Webby Awards                        | Video - Trailer People's Voice                          | Lucy Bond, Jed Finkelstein, Oleg Loginov e Rebecca Salt | Venceu    | [ 94 ] |
| 2020 | British Society of Cinematographers | Melhor Cinematrografia em Drama de Televisão            | Gavin Struthers                                         | Indicado  | [ 95 ] |
| 2020 | Dragon Awards                       | Melhor Série de TV de Ficcção Cientifica ou Fantasia    | Lauren Schmidt Hissrich                                 | Indicado  | [ 96 ] |
| 2021 | Hollywood Music in Media Awards     | Melhor Tema de Abertura - Programa de TV/Série Limitada | Sonya Belousova e Giona Ostinelli                       | Indicado  | [ 97 ] |
| 2021 | Hollywood Music in Media Awards     | Melhor Canção Original - Programa de TV/Série Limitada  | Sonya Belousova, Giona Ostinelli e Jenny Klein          | Indicado  | [ 97 ] |
| 2021 | 46º Saturn Awards                   | Melhor Série de Televisão de Fantasia                   | The Witcher                                             | Indicado  | [ 98 ] |
| 2021 | 46º Saturn Awards                   | Melhor Ator na Televisão                                | Henry Cavill                                            | Indicado  | [ 98 ] |
| 2021 | 46º Saturn Awards                   | Melhor Performance de Jovem Ator em Série de TV         | Freya Allan                                             | Indicado  | [ 98 ] |
| 2021 | BMI Film & TV Awards                | BMI Streaming Series Award                              | Sonya Belousova                                         | Venceu    | [ 99 ] |

## Spin-offs
Em janeiro de 2020, a Netflix anunciou um spin-off de animação intitulado The Witcher: Nightmare of the Wolf com foco na história de origem do mentor de Geralt e companheiro bruxo, Vesemir. Lauren Schmidt Hissrich e Beau DeMayo estão trabalhando no filme, com produção do Studio Mir. Atualmente, está programado para um lançamento em 2021.
Uma minissérie continuativa live-action, The Witcher: Blood Origin, foi anunciada pela Netflix em julho de 2020, definida 1200 anos antes da época de Geralt para mostrar a origem dos Witchers. A série também está sendo desenvolvida pela Hissrich. Ela atuará como produtora executiva e Declan de Barra será o showrunner.